# 男性の肖像 (ティツィアーノ、ルーヴル美術館)
『男性の肖像』（だんせいのしょうぞう、仏: L'Homme, main à la ceinture、英: Man with a Glove）は、イタリア盛期ルネサンスのヴェネツィア派の巨匠ティツィアーノ・ヴェチェッリオが1523年ごろ、キャンバス上に油彩で制作した絵画である。パリのルーヴル美術館に所蔵されている。作品は同じくルーヴル美術館にある『手袋を持つ男』とほぼ同時期の作品で、両作ともマントヴァのゴンザーガ家に由来する。1627年にイングランド王チャールズ1世に高額で購入されたが、王の処刑後、競売に付され、銀行家エバーハルト・ジャバッハに購入された。作品は後の1671年にルイ14世のコレクションに入った。

## 作品
ウルティック (Hourtiq) は、1527年のフェデリーコ2世・ゴンザーガへの手紙に言及されていることをもとに、描かれている人物がピエトロ・アレティーノと同定することを提案した。しかし、実際には根拠のない仮説で、ずっと十分に記録に残されている『ピエトロ・アレティーノの肖像』（パラティーナ美術館、フィレンツェ）を考慮するなら、実際には根拠のない仮説である。
モデルの人物は、1523年に33-34歳で死んだジェノヴァの貴族ジローラモ・アドルノという見方が有力である。彼は、神聖ローマ皇帝カール5世のヴェネツィア大使で、『手袋を持つ男』のモデルとも考えられる。
暗い背景に半身像の男性が描かれている。身体は4分の3右側に向けられ、頭部は左側に向けられている。視線は鑑賞者からは遠い不明の1点を見つめている。人物は、黒色のゆったりとしたガウンと白いシャツを身に着けている。手は腰にのせられている。容貌は非常に個性的に描かれ、鑑賞者と対面する人物の様々な特質、すなわち、宮廷的高貴さ、野心、頭脳の明晰さ、男性的生気などを仄めかしている。